# Flemingia faginea
Flemingia faginea är en ärtväxtart som först beskrevs av Jean Baptiste Antoine Guillemin och Perr., och fick sitt nu gällande namn av John Gilbert Baker. Flemingia faginea ingår i släktet Flemingia och familjen ärtväxter. Inga underarter finns listade i Catalogue of Life.